# Minicia teneriffensis
Minicia teneriffensis là một loài nhện trong họ Linyphiidae.
Loài này thuộc chi Minicia. Minicia teneriffensis được Jörg Wunderlich miêu tả năm 1979.